# 五峰寺
五峰寺，位于中国青海省互助县五峰乡白多脑村，为第四批青海省文物保护单位，公布日期为1986年5月27日，类型为古建筑。
五峰寺的历史年代为明。